# Slechte Meiden
Slechte Meiden was een taboedoorbrekend tijdschrift voor lesbische vrouwen met een voorliefde voor bdsm.
Het blad was een initiatief van Renske Schut en Jannie Vlap, die in 1983 het eerste nummer maakten en in 1996 het laatste. In 1990 ging het blad over in stichting SMet. In totaal verschenen er 12 nummers.
In het blad verschenen artikelen en verhalen over spelen met onderwerping en dominantie, bondage, billenkoek, lak en leer, fetisjisme en bdsm-bijeenkomsten voor lesbische vrouwen. In 1984 werd door het tijdschrift in samenwerking met de Melkweg de driedaagse manifestatie "Slechte Meiden spelen met macht" georganiseerd. De complete jaargangen zijn in te zien bij IHLIA LGBT Heritage.